# Blackboard

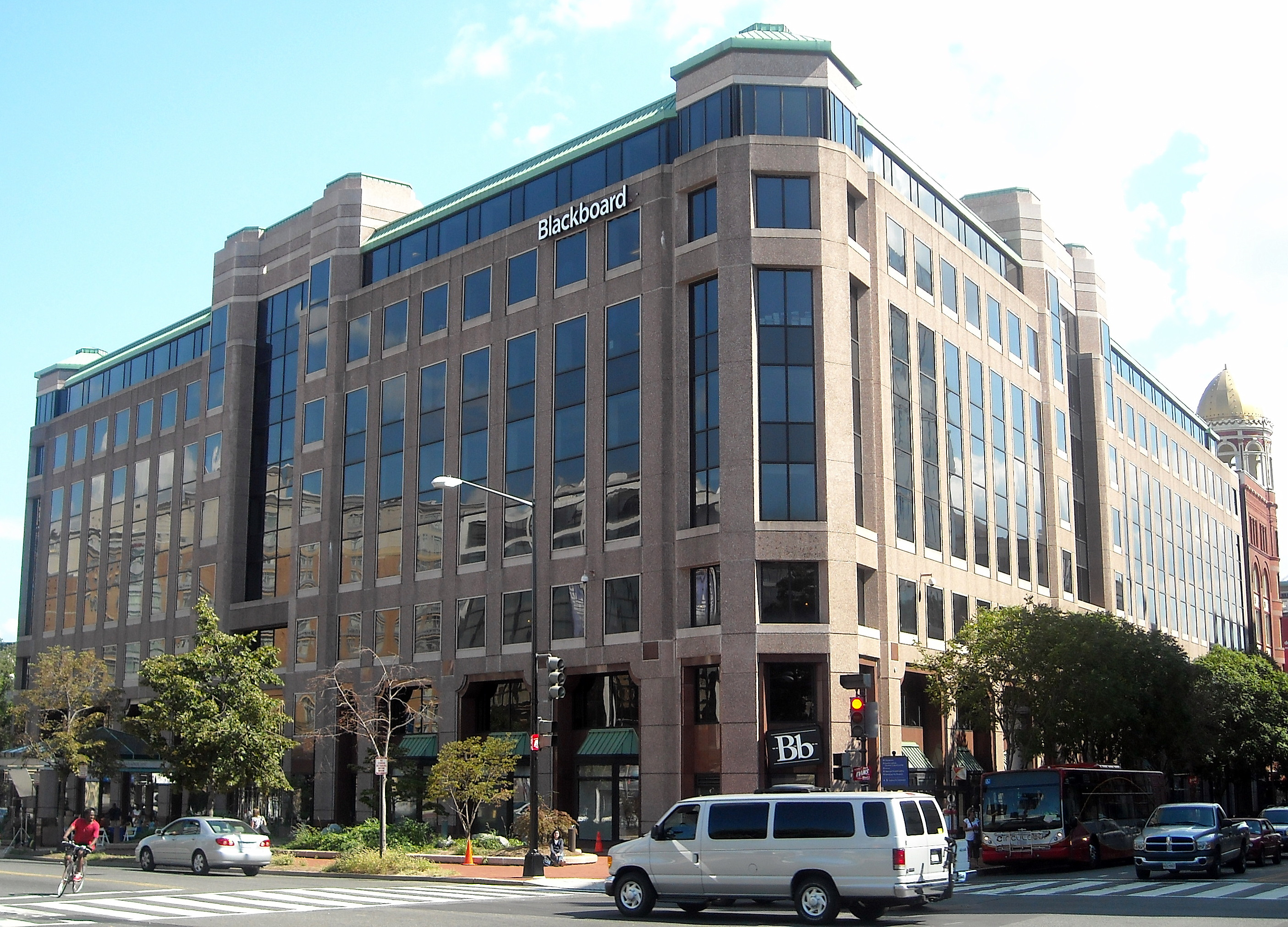
Siedziba główna Blackboard Inc. znajdowała się wcześniej przy 650 Massachusetts Avenue NW w Waszyngtonie, D.C.

Blackboard Inc. – przedsiębiorstwo informatyczne z siedzibą w Waszyngtonie, USA. Spółka jest notowana na giełdzie od czerwca 2004.
Powstało w 1997 roku jako firma konsultingowa. Obecnie przedsiębiorstwo to specjalizuje się w tworzeniu oprogramowania na potrzeby nauczania na odległość (e-learning). Oprogramowanie tworzone przez firmę jest używane w ponad 2400 instytucjach edukacyjnych w ponad 60 krajach. Najważniejsza linia produktów to The Blackboard Academic Suite, w skład którego wchodzą:
- The Blackboard Learning System – system zarządzania kursami
- The Blackboard Community System – system tworzenia portali
- The Blackboard Content System – system zarządzania treścią

## Blackboard Learning System
To system zarządzania i wirtualne środowisko nauczania przedmiotów opracowane przez Blackboard Inc. Może być instalowany na serwerach lokalnych lub hostowanych przez Blackboard ASP Solutions.

## Historia
21 stycznia 1997 roku Stephen Gilfus i Dan Cane założyli firmę o nazwie CourseInfo LLC i rozwijali oprogramowanie, które mogłyby zasilać edukację online i być skalowalne do szerszego stosowania dla instytucji. W tym samym czasie, Matthew Pittinsky i Michael Chasen utworzyli Tablica LLC i podpisali kontrakt, aby pomóc prowadzić formację Educause IMS- grupy standardów dla technologii edukacji online. Obie grupy połączyły się tworząc Blackboard Inc, które następnie zostało rozwinięte Blackboard Learning System.